# Darker My Love
Darker My Love was een Amerikaanse psychedelische rock-band uit Los Angeles. Gitarist en zanger Tim Presley en drummer Andy Granelli, ex-leden van de punkband The Nerve Agents, richtten in 2004 de band op. Kort daarop voegden bassist Rob Barbato en Jared "The Sandwich" Everett zich bij hen. Organist en clavinetspeler Will Canzoneri volgde in 2006. 
De naam van Darker My Love is afgeleid van het gelijknamige nummer van T.S.O.L..

## Geschiedenis
Darker My Love bracht in 2004 zijn eerste Ep uit en hun eerste album in 2006. Inmiddels waren Presley en Barbato leden geworden van de bekende Britse groep The Fall en beiden figureren dan ook op The Fall-album Reformation Post TLC.
Het tweede Darker My Love-album, 2, werd in 2008 uitgebracht. Diverse nummers van dit album kregen bekendheid via televisie, commercials en games; "Blue Day" wordt gebruikt in Guitar Hero 5 en NHL 2K10. "Waves" komt voor in Midnight Club: Los Angeles, en "Two Ways Out" in MLB 09: The Show en Tony Hawk: Ride. 
In 2009 verliet Granelli de band en werd vervangen door diverse drummers, totdat Dan Allaire, drummer van The Brian Jonestown Massacre, een lange verbintenis aanging. Het derde album, getiteld Alive As You Are, kwam in 2010 uit.
Darker My Love heeft onder meer getoerd met The Distillers, Heavens, The Warlocks, Asobi Seksu, The Dandy Warhols, The Strange Boys, A Place To Bury Strangers, White Lies, Band of Horses en Delta Spirit.
Presley heeft tussen 2010 en 2013 een vijftal albums uitgebracht onder de naam "White Fence".

## Discografie

### Albums
- 2006 - Darker My Love
- 2008 - 2
- 2010 - Alive As You Are

### Ep's
- 2004 - Darker My Love

### Splits
- 2007 - Darker My Love/Moccasin 12"
- 2009 - Darker My Love/Audacity 7"

### Singles
- 2005 - "Summer Is Here"
- 2008 - "Two Ways Out"
- 2009 - "Blue Day"